# Francisco Elesbão Pires de Carvalho e Albuquerque
Francisco Elesbão Pires de Carvalho e Albuquerque, o primeiro Barão de Jaguaripe (Mata de São João, c. 1785 — Mata de São João, 5 de agosto de 1856), foi governador da Bahia.
Filho de José Pires de Carvalho e Albuquerque, lutou, ao lado dos irmãos, o visconde de Pirajá e o visconde da Torre de Garcia d'Ávila, na guerra de Independência da Bahia.
Foi feito Barão de Jaguaripe por Dom Pedro I, tendo sido o título criado pelo Imperador do Brasil por decreto de 1 de dezembro de 1824.
Foi casado com Maria Delfina Pires e Aragão, com quem teve um filho, também chamado Francisco Elesbão Pires de Carvalho e Albuquerque Filho. Este, falecido a 16 de agosto de 1884, tornou-se o segundo Barão de Jaguaripe.
Em Roraima, (extremo norte do Brasil) existe um pronto socorro com seu nome em sua homenagem.